# Ешки
Ешки (каз. Ешкі) — озеро в Узункольском районе Костанайской области Казахстана. Находится в 3 км к юго-востоку от Речное (быв. свх им. Чапаева).
По данным топографической съёмки 1944 года, площадь поверхности озера составляет 3,4 км². Наибольшая длина озера — 4,8 км, наибольшая ширина — 2,1 км. Длина береговой линии составляет 13,6 км, развитие береговой линии — 2,06. Озеро расположено на высоте 157,1 м над уровнем моря.